# 阿里翁 (神马)
阿里翁（古希腊语： Άρείων）希腊神话中一匹有神的血统的马；大英雄赫剌克勒斯和阿耳戈斯国王阿德剌斯托斯都曾骑过它，后者更是仰赖它的速度才得以活命。 
阿里翁的父亲普遍认为是海神波塞頓，母亲则有几种不同的说法。保萨尼阿斯说这马的母亲是大地女神该亚，伪阿波罗多洛斯则认为它的母亲是农业女神得墨忒耳。按照后一种说法，阿里翁是波塞冬与得墨忒耳之子：在得墨忒耳下凡寻找被哈得斯掳走的女儿珀耳塞福涅时，情慾橫流的波塞冬追求她。女神为摆脱波塞冬的纠缠，就变成一匹母马藏在牧人的马群里。但波塞冬认出了得墨忒耳，于是变成一匹公马強姦她；结果女神生下的小马就是阿里翁。
阿里翁的特点是跑得特别快，而拉丁诗人塞克斯图斯·普罗佩尔蒂乌斯在其作品中又给它加上了会说话的属性。
荷马在伊利亚特中最早提到阿里翁：
“......没有一个人能赶上你，接近你，超过你，
哪怕他所骑的是伟大的阿里翁，
那匹阿德剌斯托斯的纯良骏马，神所生的阿里翁......”
古罗马大诗人斯塔提乌斯在他的史诗忒拜战纪中也提到了阿里翁。荷马和斯塔提乌斯的说法都是取材于古老的七雄攻忒拜神话：参加第一次出征忒拜的英雄（所谓前七将）几乎全军覆没，只有阿耳戈斯国王阿德剌斯托斯依靠阿里翁的神速得以逃生，阿里翁是出征前赫剌克勒斯赠给他的。

## 资料来源
- 《神话辞典》，（苏联）M·H·鲍特文尼克等，统一书号：2017·304
- 伪阿波罗多洛斯，III
- 塞克斯图斯·普罗佩尔蒂乌斯，《挽歌》，II